# Xã Linn, Quận Audrain, Missouri
Xã Linn (tiếng Anh: Linn Township) là một xã thuộc quận Audrain, tiểu bang Missouri, Hoa Kỳ. Năm 2010, dân số của xã này là 615 người.